# Audi Q3
O Audi Q3  é um SUV compacto de luxo com cinco lugares apresentado na edição de 2012 Salão do Automóvel de Xangai. O Audi Q3 é vendido em versões com tração 4x2 e 4x4.
O Audi Q3 é posicionado como SUV intermediário da marca alemã estando acima do Audi Q2 e abaixo do Audi Q5. O veículo tem como principais  concorrentes o  BMW X1 e o Mercedes-Benz Classe GLA.

## Audi Q3 Fabricado no Brasil
A primeira geração do Audi Q3 foi produzida no Brasil entre 2016 e 2019 na Fábrica do Grupo AUDI-Volskwagen em São José dos Campos.
Foi motorizado com motor 1.4 turbo de 150 cv e 25,5 kgfm de torque e câmbio automático de seis marchas. Mesma Mecânica do Audi A3 Sedan, feito no Paraná entre 2015 e 2019.
A segunda Geração do Audi Q3 voltou a ser produzida no Brasil, na mesma fábrica no Paraná em 2022. A montagem, no Regime CKD, envolve a montagem do veículo com peças importadas da Fábrica de Gyor, na Hungria.
O Investimento da Audi para a retomada da produção do veículo foi de  R$ 100 milhões.
Pela primeira vez em sua história, a Audi vai produzir no Brasil modelos equipados com tração integral quattro. Na versão 2023, os SUVs serão equipados com motor 2.0 turbo com injeção direta de 231 cv de potência e 34,7 kgfm de torque, com câmbio automático de oito marchas.

## Audi Q3 - Modelo 2016
No ano que marcou o início da Fabricação do Q3 no Brasil, ele recebeu duas motorizações. A mais tradicional do modelo foi o 2.0 TFSI Ambiente.
Também marcou a estreia do famoso motor 1.4 TFSI de 150 cv que já era utilizado em outros veículos como o Golf Variant. Associado a transmissão S-Tronic de 6 marchas e tração 4x2, essa configuração é capaz de acelerar de 0 a 100 Km/h em 8.9 segundos para atingir 204 Km/h.

## Versões 2016[5]

### 1- Motor 1.4 TFSI de 150 cv - Atraction
Versão de Entrada -Equipado com com ar-condicionado, bancos de couro, sensor de chuva, acendimento automático dos faróis, airbags frontais, laterais e de cortina, assistente de partida em rampas, sensor de estacionamento traseiro, controle eletrônico de estabilidade e rodas de liga leve de 17 polegadas.
Preço Sugerido em 2016 - R$ 127.190

### 2-Motor 1.4 TFSI de 150 cv - A
Diferenciais: rodas de 18 polegadas, ar-condicionado automático, porta-malas com abertura motorizada, espelho interno eletrocrômico,  teto solar, controle de cruzeiro e espelhos retrovisores com rebatimento elétrico.
Preço Sugerido em 2016 - R$ 144.190

### 3- Motor 2.0 TFSI de 180 cv - Atraction
Mesmo equipamentos da versão 1.4, acrescido de bancos dianteiros com ajuste elétrico e tração nas quatro rodas.
Preço Sugerido em 2016 -  R$ 145.190

### 4- Motor 2.0 TFSI de 180 cv - Ambiente
Todos os equipamentos da Ambiente 1.4, mais rodas de liga leve de 18 polegadas, tração integral, sensor de estacionamento dianteiro, soleiras de alumínio, longarinas do teto na cor prata e o Audi Drive Select, sistema que altera as reações de diversos sistemas do carro, permitindo escolher o ajuste para uma condução mais confortável ou esportiva.
Preço Sugerido em 2016 -  R$ 165.190
| FICHA TÉCNICA      | Audi Q3 2.0 TFSI Ambiente          |
| Motor:             | dianteiro, transversal, turbo, 16V |
| Cilindrada:        | 1.984 cm³                          |
| Potência:          | 180 cv a 4.000-6.200 rpm           |
| Torque:            | 320 kgfm a 1.400-3.900 rpm         |
| Tração:            | Integral                           |
| Transmissão:       | Dupla embreagem, 7 marchas         |
| Peso:              | 1.540 kg                           |
| Dimensões (CxLxA): | 4,38 m, 1,83 m, 1,59 m             |
| Entre-eixos:       | 2,60 m                             |
| Porta-malas:       | 460 l                              |

### 5- Motor 2.0 TFSI de 180 cv - Ambition
A topo de linha é a Ambition 2.0 (R$ 190.190), que está equipada com uma versão de 220 cv do propulsor 2.0 TFSI e traz o pacote da Ambiente 2.0, acrescido de computador de bordo com marcador de temperatura e uma central multimídia com sistema de navegação.
A lista de opcionais desta versão incluía ainda sistema de som premium da Bose, alerta de mudança de faixas e sistema de partida sem chave.
Preço Sugerido em 2016 -  R$ 190.190

## Galeria
- Primeira geração (2011-2018)
- Segunda geração (2018-presente)